# راننده (فیلم ۱۹۷۸)
راننده (انگلیسی: The Driver) فیلمی در ژانر جنایی، سرقت، اکشن، نئو نوآر، و درام به کارگردانی والتر هیل است که در سال ۱۹۷۸ منتشر شد. از بازیگران آن می‌توان به رایان اونیل، بروس درن، ایزابل آجانی، و رونی بلکلی اشاره کرد.